# Bolo do caco
Bolo do caco je chléb kulatého tvaru portugalské kuchyně. Je spojován zejména s kuchyní atlantického ostrova Madeira.

## Etymologie
Výraz v překladu znamená zhruba kamenný koláč z pece. Ačkoli se nazývá „bolo“ (tj. koláč), bolo do caco je chléb. „Caco“ (ve skutečnosti portugalsky střep) je označení pro tradiční kamennou pec.

## Příprava
Na těsto se často používá mouka ze sladkých brambor. Obsah kvasnic je poměrně nízký. Peče se přímo na horkém povrchu, výsledkem je křupavá kůrka, zatímco vnitřek zůstává měkký.

## Využití
V madeirských restauracích se podává jako předkrm po rozkrojení a potření česnekovým máslem zevnitř. Je také k dispozici ve stáncích s jídlem naplněným přísadami jako je sýr nebo chorizo.